# Ursula Schlötzer-Schrehardt
Ursula Schlötzer-Schrehardt (* 16. August 1957 in Weißenstadt) ist eine deutsche Biologin und Hochschullehrerin an der Friedrich-Alexander-Universität Erlangen-Nürnberg. Ihr Forschungsschwerpunkt ist der Grüne Star.

## Werdegang
Schlötzer-Schrehardt studierte von 1976 bis 1982 Biologie. Anschließend arbeitete sie als wissenschaftliche Mitarbeiterin an der Friedrich-Alexander-Universität Erlangen-Nürnberg (FAU), zuerst am Institut für Zoologie I, dann an der Augenklinik. Sie promovierte 1992.
Von 1995 bis 2006 war sie Akademische Rätin an der Augenklinik der FAU und habilitierte 1998 (Dr. med. habil.). Zugleich erhielt sie die Lehrbefugnis für das Fachgebiet Experimentelle Ophthalmologie. Im Jahr 2005 wurde sie zur Außerplanmäßigen Professorin für Experimentelle Ophthalmologie und leitende Wissenschaftlerin an der Augenklinik der FAU ernannt. Von 2007 bis 2012 war sie Akademische Oberrätin an der Augenklinik der FAU. Seit 2013 ist Schlötzer-Schrehardt Akademische Direktorin der Augenklinik der Friedrich-Alexander-Universität Erlangen-Nürnberg.

## Forschung
Der Forschungsschwerpunkt von Schlötzer-Schrehardt sind Glaukomerkrankungen (Grünen Star) mit einem Fokus auf dem Pseudoexfoliationssyndrom (PEX). Das PEX-Glaukom ist die häufigste sekundäre Glaukomerkrankung. Sekundäre Glaukome treten aufgrund einer Erkrankung oder Verletzung des Auges auf. Beim PEX-Glaukom betrifft es das Enzyms Lysyl oxidase-like 1, dessen Funktion gestört ist und aufgrund dessen die elastischen Fasern im Bindegewebe sich nicht richtig vernetzen. Als Folge davon kommt es an der Linse und am Pupillenrand zu Ablagerungen. Sie hat nicht nur die molekulargenetischen Grundlagen des PEX-Glaukoms untersucht, sondern konnte zeigen, dass sich die PEX-Fibrillen auch in zahlreichen anderen parenchymatösen Organen wie z. B. der Haut, dem Herzen und der Lunge ablagern.
Daneben beschäftigt sich Schlötzer-Schrehardt mit kornealen Stammzellen (Limbusstammzellen) und den Techniken zur Transplantation von Hornhaut. Limbusstammzellen sind oligopotente Stammzellen am Rand der Netzhaut, die bei Wundheilungsprozessen, aber auch bei der normalen, ständigen Erneuerung des Hornhautepithels eine Rolle spielen. Eine Verletzung oder Entzündung dieser Stammzellnische kann zur Erblindung führen. Schlötzer-Schrehardt forscht an der Charakterisierung dieser Stammzellen und ihrer Nische, aber auch an Verbesserungen der Transplantationsmethoden.

## Auszeichnungen
- seit 2018 Mitglied der Nationalen Akademie der Wissenschaften Leopoldina[2]
- 2020 von-Graefe-Preis der Deutschen Ophthalmologischen Gesellschaft[3]
- 2016 Forschungspreis der Glaucoma Foundation, New York, USA
- 2016 The Dr. Robert Ritch Award for Excellence and Innovation in Glaucoma
- 2010 ICO Ophthalmic Pathology Award des International Council of Ophthalmology
- 2000 „Thiersch“-Preis der Medizinischen Fakultät der Universität Erlangen-Nürnberg für die beste Habilitationsschrift